# Петър Попов
Петър Атанасов Попов е български политик и първи кмет на град Варна.

## Биография
Петър Попов е роден на 18 февруари 1832 година в разградското село Ново село. Учи право в Русия. Изявява се като търговец в Цариград. Там през 1862 година основава първото българско параходно дружество „Провидение“, което фалира три години по-късно. Известно време е младши чиновник за особени поръчения към губернската канцелария. Петър Попов е първият кмет на Варна, като заема този пост само един месец от 23 октомври до 28 ноември 1878 година. Член на Варненския градски съвет.
Умира през 1894 г..